# Günther Rüdiger
Günther Rüdiger (* 15. Dezember 1944 in Dresden) ist ein deutscher Astrophysiker.

## Leben
Günther Rüdiger besuchte die EOS Dresden-Süd (heute Gymnasium Dresden-Plauen) bis 1963 und studierte bis 1968 Astrophysik an der Friedrich-Schiller-Universität Jena (Universitätspreis 1967). In der Diplomarbeit, die er als Astronomiestudent am Institut für Magnetohydrodynamik unter Leitung von Max Steenbeck anfertigte, wurden erstmals die Anregungsbedingungen eines turbulenten Wechselfelddynamos als Modell der  zyklischen Sonnenaktivität ausgerechnet. Er promovierte 1972 an der Deutschen Akademie der Wissenschaften zu Berlin unter Anleitung von Fritz Krause über den Drehimpulstransport in rotierenden turbulenten Medien. Nach 1989 war Rüdiger einer der beiden Verfasser des „Memorandums zur außeruniversitären Forschung in Brandenburg“ (1991), war Mitbegründer der Forschungsinitiative Brandenburg, Mitglied des ersten Rundfunkrates des damaligen Ostdeutschen Rundfunks Brandenburg (als Vertreter der Wissenschaft) und der Stadtverordnetenversammlung in Potsdam (1998–2003). Von 2005 bis 2019 agierte Günther Rüdiger als Managing Editor der weltweit ältesten astronomischen Fachzeitschrift Astronomische Nachrichten/Astronomical Notes (gegründet 1821).

## Wissenschaftliches Wirken
Er leitete von 1992 bis 2009 die Abteilung „Turbulenzastrophysik“ am Bereich Kosmische Magnetfelder des heutigen Leibniz-Institutes für Astrophysik Potsdam (AIP). Hier entwickelte er mit Rainer Hollerbach die Theorie magnetohydrodynamischer Experimente zur Stabilität magnetischer Felder in zylindrischen Taylor-Couette-Strömungen, die mit elektrisch-leitfähigen flüssigen Metallen gefüllt sind. Die Experimente wurden im Helmholtz-Zentrum Dresden Rossendorf (HZDR) unter Leitung von Gunter Gerbeth durchgeführt und ausgewertet. Damit gelang der erste experimentelle Nachweis der Magnetorotationsinstabilität. Sie demonstrieren die Fähigkeit genügend starker azimutaler Magnetfelder zur Erzeugung solcher sekundärer Strömungen, wie sie in der Dynamotheorie und zur Erklärung der Stern- und Planetensystementstehung benötigt werden. Für das Experiment PROMISE („PotsdamROssendorfMagneticInStabilityExperiment“) erhielten er und Frank Stefani vom Helmholtz-Zentrum Dresden Rossendorf den Wissenschaftspreis: Gesellschaft braucht Wissenschaft des Jahres 2008. Später konnte theoretisch gezeigt werden, dass sogar der Prototyp  stabiler Taylor-Couette-Strömungen, deren Winkelgeschwindigkeit nach außen wächst, unter dem Einfluss schwacher stromfreier azimutaler Magnetfelder schnell zerfällt („Super-AMRI“).
Am Astrophysikalischen Observatorium Potsdam formulierte er früh die Grundlagen der Theorie des Drehimpulstransportes in stellaren Konvektionszonen („Lambda-Effekt“), mit der das universale Phänomen der differentiellen Rotation der Sonnenoberfläche und mittlerweile 10.000 weiterer sonnenähnlicher Sterne eine einfache Erklärung findet. Im Gegensatz zu allen Turbulenzzellen in Laboratorien verhalten sich die Riesenzellen in der solaren Turbulenz nicht nach der
Hypothese von Joseph Boussinesq von 1897, sondern transportieren ihren Drehimpuls bevorzugt in Richtung schnellerer Rotation. Neuere Daten der NASA-Mission Solar Dynamics Observatory unterstützen auf direkte Weise diese Grundannahme der Theorie.
Gemeinsam mit Leonid Kitchatinov (Irkutsk) wurde 1997 festgestellt, dass der sehr schnelle Übergang der Rotationsperioden von Kern und Hülle der Sonne (die sogenannte Tachocline-Region) als Wirkung der Lorentzkraft verstanden werden kann, wenn im Sonneninneren ein schwaches, fossiles und unbeobachtbares Magnetfeld von wenigen Milligauß Stärke existiert.

## Auszeichnungen
- 2008: Preis des Stifterverbandes für die Deutsche Wissenschaft, „Gesellschaft braucht Wissenschaft“[7]

## Biographische Skizzen
- Kepler stirbt (Johannes Kepler)
- Ein sächsischer Komet (Johann Georg Palitzsch)
- Zwischen Himmel und Erde (Tobias Mayer, Wilhelm Herschel)
- Augen-Blicke, das „wahre“ Leben des Samuel Heinrich Schwabe
- Lüttenort (Karen Schacht, Otto Niemeyer-Holstein)
- GROTRIAN (Walter Grotrian)
- Ikarus von Kühlungsborn (Ernst August Lauter)
- Wechseljahre (Jena, Hoheneck, Potsdam)

## Bücher und Reviews
- G. Rüdiger: Differential Rotation and Stellar Convection – Sun and Solar-type Stars, Gordon & Breach New York, Akademie-Verlag Berlin 1989
- G. Rüdiger, R. Hollerbach: The Magnetic Universe – Geophysical and Astrophysical Dynamo Theory, Wiley-VCH 2004
- G. Rüdiger, L.L. Kitchatinov, R. Hollerbach: Magnetic Processes in Astrophysics – Theory, Simulations, Experiments, Wiley-VCH 2013
- G. Rüdiger, M. Gellert, R. Hollerbach, M. Schultz, F. Stefani: Stability and instability of hydromagnetic Taylor-Couette flows, Physics Reports, Band 741, 2018, S. 1-89, Arxiv

## Als Herausgeber
- I. Tuominen, D. Moss, G. Rüdiger: The Sun and Cool Stars: activity, magnetism, dynamos, Springer 1991
- F. Krause, K.-H. Rädler, G. Rüdiger: The Cosmic Dynamo, Kluwer 1993
- R. Rosner, G. Rüdiger, A. Bonanno: MHD Couette Flows, experiments and models, American Institute of Physics 2004